# Liste der geschützten Landschaftsbestandteile in Bayreuth
In Bayreuth gab es im Juni 2023 zwei ausgewiesene geschützte Landschaftsbestandteile.